# Matthew Ryan (remero)
Matthew Ryan (conocido como Matt Ryan; Sídney, 23 de junio de 1984) es un deportista australiano que compitió en remo.
Participó en dos Juegos Olímpicos de Verano, obteniendo una medalla de plata en Pekín 2008, en la prueba de cuatro sin timonel, y el sexto lugar en Londres 2012, en ocho con timonel.
Ganó dos medallas en el Campeonato Mundial de Remo, en los años 2009 y 2010.

## Palmarés internacional
| Juegos Olímpicos   | Juegos Olímpicos          | Juegos Olímpicos  | Juegos Olímpicos   |
| Año                | Lugar                     | Medalla           | Prueba             |
| ------------------ | ------------------------- | ----------------- | ------------------ |
| 2008               | Pekín (China)             | Medalla de plata  | Cuatro sin timonel |
| Campeonato Mundial |                           |                   |                    |
| Año                | Lugar                     | Medalla           | Prueba             |
| 2009               | Poznań (Polonia)          | Medalla de plata  | Cuatro sin timonel |
| 2010               | Cambridge (Nueva Zelanda) | Medalla de bronce | Ocho con timonel   |